# ダクルラップ県
ダクルラップ県（ダクルラップけん、ベトナム語：Huyện Đắk R'lấp?）は、ベトナム社会主義共和国ダクノン省の県。面積は635.67 km²、人口は89,666人（2019年）である。

## 行政区画
1市鎮10社から構成される。